# Combat Rock
Combat Rock è il quinto album di studio dei Clash, pubblicato il 14 maggio del 1982. Fu l'ultimo album registrato con la formazione storica del gruppo, prima dell'allontanamento di Mick Jones e l'espulsione di Topper Headon dal gruppo a causa della sua dipendenza dall'eroina.
Sebbene l'album comprenda diversi generi musicali, il disco è meno sperimentale rispetto ai loro precedente album Sandinista!. Nel Regno Unito l'album riuscì a raggiungere la posizione no. 2, restando nelle classifiche inglesi per 22 settimane. Negli USA il disco arrivò alla posizione no. 7 nella Billboard 200, e restò in classifica per 61 settimane, diventando così disco di platino.

## Descrizione

### Registrazione e mixaggio
I Clash cominciarono a scrivere i testi e a registrare i demo per le canzoni che sarebbero andate a comporre l'album verso la fine del 1981 agli EAR Studios di Londra. Inizialmente Combat Rock doveva essere un doppio album intitolato Rat Patrol from Fort Bragg, mixato da Mick Jones, ma l'idea venne poi scartata del resto del gruppo; il mixaggio fu così affidato al produttore, Glyn Johns, che lo fece diventare un unico LP. Secondo altre fonti, invece, il mixaggio di Rat Patrol fu affidato a Jones, ma, insoddisfatto del suo lavoro, decise di contattare il gruppo per "rifare" i brani agli Electric Lady Studios di New York; Bernie Rhodes, il manager del gruppo, chiamò poi Glyn Johns per mixare l'album. Il mixaggio iniziale venne poi diffuso tramite alcuni album bootleg.
Il brano Ghetto Defendant presenta un featuring con il poeta beat Allen Ginsberg, che eseguì la canzone con la band durante una data del loro tour a New York.

### Copertina
Pennie Smith scattò la foto utilizzata nella copertina dell'album su alcune rotaie abbandonate fuori da Bangkok, mentre la band era impegnata nel Far East Tour del 1982.
Come nella nota per Sandinista!, il numero del catalogo di Combat Rock è "FMLN2", ovvero, l'acronimo usato per il partito politico di El Salvador "Frente Farabundo Martí para la Liberación Nacional" o FMLN.

## Pubblicazione e ripubblicazioni
Nel gennaio del 2000 l'album, ed il resto della discografia dei Clash, è stato rimasterizzato e ripubblicato.
Secondo l'autore Marcus Gray, il testo della canzone Red Angel Dragnet venne ispirato dalla morte di Melvin Frank, un membro newyorkese dei Guardian Angels. Il brano include anche due citazioni del film Taxi Driver (1976): il monologo del protagonista del film, ovvero Travis Bickle, qui recitato da Kosmo Vinyl ed il lamento finale di Strummer.
La versione originale di Inoculated City pubblicata negli USA aveva una durata di 2:43. Questa versione conteneva un campionamento tratto da uno spot commerciale per un prodotto per gabinetti chiamato 2000 Flushes. Dopo che il creatore del prodotto ebbe denunciato il gruppo per violazione di copyright, il campionamento fu rimosso del brano e la sua lunghezza fu ridotta a 2:11. La maggior parte delle copie vendute presentavano la versione editata della canzone, così come la maggior parte delle copie americane dell'album. Negli USA, la versione standard di Inoculated City fu pubblicata anche come "B-side" di Should I Stay or Should I Go. Quando l'album fu pubblicato e rimasterizzato su CD nel 2000, venne ripristinata la lunghezza originale.

## Critiche e riconoscimenti
L'album ricevette recensioni positive da parte della critica, raggiunse la posizione no. 2 nella Official Albums Chart, la posizione no. 7 nella Billboard Pop Albums e riuscì ad entrare in varie classifiche straniere. La Recording Industry Association of America "certificò" Combat Rock come disco d'oro nel novembre del 1982, disco di platino nella gennaio del 1983, e doppio-disco di platino nel giugno del 1995.
Nel 1999 e nel 2001, la riviste Q e Alternative Press assegnarono a Combat Rock tre stelle su cinque. Il College Music Journal posizionò Combat Rock alla posizione no. 4 in una classifica intitolata Top 20 Most-Albums Played of 1982.

## Tracce
Testi e musiche di The Clash, tranne se diversamente indicato.
1. Know Your Rights – 3:39 (Joe Strummer, Mick Jones) – Voce di Joe Strummer
2. Car Jamming – 3:58 – Voce di Joe Strummer
3. Should I Stay or Should I Go – 3:06 – Voce di Mick Jones
4. Rock the Casbah – 3:44 (Topper Headon[9]) – Voce di Joe Strummer
5. Red Angel Dragnet – 3:48 – Voci di Paul Simonon, Kosmo Vinyl
6. Straight to Hell – 5:30 – Voce di Joe Strummer
7. Overpowered by Funk – 4:55 – Voci di Joe Strummer, Futura 2000
8. Atom Tan – 2:32 – Voci di Joe Strummer, Mick Jones
9. Sean Flynn – 4:30 – Voce di Joe Strummer
10. Ghetto Defendant – 4:45 – Voci di Joe Strummer, Allen Ginsberg
11. Inoculated City – 2:43 – Voci di Mick Jones, Joe Strummer
12. Death Is a Star – 3:08 – Voci di Joe Strummer, Mick Jones

## Rat Patrol from Fort Bragg
Successivamente la pubblicazione dell'album venne diffuso un bootleg intitolato Combat Out Rock che presentava i mix originali dei pezzi presentando una tracklist molto simile a quella di Combat Rock. Cominciò poi a diffondersi un altro bootleg chiamato, appunto, Rat Patrol from Fort Bragg, che ospitava praticamente tutti i mix scartati del disco:
1. The Beautiful People Are Ugly Too – 3:45
  - Brano inedito. È conosciuto anche con il nome The Fulham Connection e Man in a Box[23][24].
2. Kill Time – 4:58
  - Altro brano inedito. È conosciuto anche con il nome Idle in the Kangaroo Court, Idle in Kangaroo Court W1 e (Licence to) Kill Time[24][25].
3. Should I Stay or Should I Go – 3:05
  - Questa versione non presenta lo stesso cantato (eccetto i cori), il basso non viene suonato in maniera "aggressiva", i cori partono dalla seconda strofa, più urli verso la fine del pezzo, e a 1:54 circa viene introdotto un sassofono[11].
4. Rock the Casbah – 3:47
  - Questa versione include tutti gli effetti presenti nella Radio Edit americana del singolo. Introduzione differente.
5. Know Your Rights – 5:04
  - Versione estesa con cantato differente[11].
6. Red Angel Dragnet – 5:12
  - Versione estesa.
7. Ghetto Defendant – 6:17
  - Versione estesa con cantato (Strummer) e parlato (Ginsberg) differente[11].
8. Sean Flynn – 7:30
  - Versione estesa.
9. Car Jamming – 3:53
  - Versione simile a quella standard ma con più sequenze basso-batteria-voce e basso-batteria. Assolo di batteria tagliato.[11]
10. Inoculated City – 4:32
  - Versione estesa con più effetti e più campionamenti[11].
11. Death Is a Star – 2:39
  - Versione molto simile all'originale, con l'introduzione ed il finale leggermente modificati.
12. Walk Evil Talk – 7:37
  - Brano strumentale inedito. Presenta un duetto pianoforte-batteria.
13. Atom Tan – 2:45
  - Versione quasi identica alla versione standard. Prolungamento della parte finale.
14. Overpowered by Funk (demo) – 1:59
  - Prova strumentale. Overpowered by Funk fu infatti annessa all'album solo all'ultimo momento[11][22].
15. Inoculated City (uncensored version) - 2:30
  - Stessa versione dell'album, ma con il finale accorciato.
16. First Night Back in London – 2:56
  - Stessa versione della "B-side" di Know Your Rights[24].
17. Cool Confusion – 3:10
  - Stessa versione della "B-side" di Should I Stay or Should I Go[24].
18. Straight to Hell (versione estesa) – 6:56
  - Versione estesa, pubblicata in seguito su Clash on Broadway.

Sul sito della Discogs è stata pubblicata un'edizione doppia del disco su etichetta Red Line: il primo CD include il bootleg originale, mentre il secondo è una raccolta di brani strumentali, remix, versioni alternative, ecc.
1. Should I Stay or Should I Go? (live in New York) – 3:39
  - Versione registrata dal vivo allo Shea Stadium di New York, con Terry Chimes alla batteria. Questa versione verrà poi inclusa in un album live chiamato Live at Shea Stadium[24].
2. Rock the Casbah (strumentale) – 3:22
  - Si tratta di una versione editata di Mustapha Dance, remix e "b-side" di Rock the Casbah.
3. Know Your Rights (strumentale) – 1:18
  - Versione strumentale editata.
4. Red Angel Dragnet (strumentale) – 1:46
  - Versione strumentale editata.
5. Overpowered by Funk (strumentale) – 3:12
  - Versione strumentale più simile al demo del bootleg, piuttosto che alla versione standard.
6. Ghetto Defendant 1 (strumentale) – 2:10
  - Versione strumentale basso-batteria-effetti.
7. Ghetto Defendant 2 (strumentale) – 1:37
  - Versione strumentale basso-batteria-effetti.
8. Atom Tan (strumentale) – 3:02
  - Versione strumentale editata.
9. First Night Back in London (strumentale) – 1:22
  - Versione strumentale editata.
10. Cool Confusion 1 (strumentale) – 0:52
  - Base differente dalla versione standard.
11. Cool Confusion 2 (strumentale) – 3:17
  - Base differente dalla versione standard.
12. Straight to Hell (versione del singolo) – 3:44
  - Versione accorciata per la radio.
13. Overpowered by Funk (no flushes) – 4:52
  - Stessa versione di Combat Rock. "No flushes" è un riferimento al 200 Flushes di Inoculated City (vedi sopra), ma non ha nulla a che fare con Overpowered by Funk[24].
14. Hell W10 – 1:13
  - Brano strumentale inedito, pubblicato in seguito sul DVD The Essential Clash.
15. Cool Confusion (remix) – 2:48
  - Mix fra la versione standard e le tracce 10 e 11 del secondo CD. È stata inclusa anche in un altro bootleg chiamato Street Rats, ma è stata accreditata come "alternate version" e non come "remix"[26].
16. Know Your Rights (versione alternativa) – 5:15
  - Prova differente.
17. Cool Confusion (versione estesa) – 3:15
  - Mix esteso del brano.
18. Red Angel Dragnet (versione editata) – 3:25
  - Versione editata del pezzo, più corta rispetto alla versione standard.
19. Ghetto Defendant (versione editata) – 4:15
  - Idem di sopra.
20. Rock the Casbah (live) – 4:50
  - Versione live remixata e cantata da Ranking Roger, cantante dei Beat[24].

## Formazione
Persone che hanno contribuito a realizzare Combat Rock:
The Clash
- Joe Strummer – voce (tracce 1, 2, 4, 6, 7, 8, 9, 10, 12); chitarra ritmica (tracce 1, 3, 7, 11); armonie vocali (tracce 3, 5)
- Mick Jones – chitarre elettriche (tracce 1, 2, 3, 4, 5, 6, 7, 8, 9, 10, 11); voce (tracce 3, 8, 11, 12); armonie vocali (tracce 2, 4, 5); tastiere (traccia 5); conga (traccia 6)
- Paul Simonon – basso (tracce 1, 2, 3, 5, 6, 7, 8, 10, 11); voce (traccia 5); armonie vocali (tracce 3, 4)
- Topper Headon – batteria (tracce 1, 2, 3, 4, 5, 6, 7, 8, 9, 10, 11); percussioni (tracce 2, 3, 4, 7, 8, 9, 10, 11); pianoforte (traccia 4); basso (traccia 4)

Altri musicisti
- Poly Mandell – tastiera (tracce 2, 7, 11)
- Ellen Foley – cori (traccia 2)
- Joe Ely – cori (traccia 3)
- Kosmo Vinyl – voce (traccia 5)
- Futura 2000 – voce (traccia 7)
- Gary Barnacle – sax (traccia 9)
- Allen Ginsberg – voce (traccia 10)
- Tymon Dogg – pianoforte (traccia 12)

Crediti
- Clash – produttori
- Glyn Johns – ingegnere del suono
- Joe Blaney – ingegnere
- Jerry Green – ingegnere
- Eddie Garcia  – ingegnere
- Pennie Smith – fotografa
- Guy Stevens – ispirazione

## Classifiche

### Classifiche settimanali
| Classifica (1982/83) | Posizione massima |
| -------------------- | ----------------- |
| Australia            | 32                |
| Canada               | 12                |
| Italia               | 22                |
| Norvegia             | 7                 |
| Nuova Zelanda        | 5                 |
| Paesi Bassi          | 29                |
| Regno Unito          | 2                 |
| Stati Uniti          | 7                 |
| Svezia               | 9                 |

### Classifiche di fine anno
| Classifica (1982) | Posizione |
| ----------------- | --------- |
| Canada            | 71        |
| Italia            | 79        |
| Regno Unito       | 64        |
| Classifica (1983) | Posizione |
| Stati Uniti       | 30        |